# غزو آيسلندا

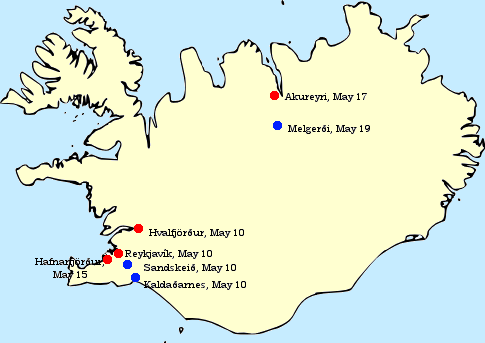

وقع غزو آيسلندا من قبل سلاح البحرية الملكية وقوات المارينز الملكية في 10 مايو من عام 1940، خلال الحرب العالمية الثانية. يعود سبب الغزو إلى قلق الحكومة البريطانية من استخدام آيسلندا من قبل الألمان الذين احتلوا الدنمارك، التي كانت في اتحاد شخصي مع آيسلندا، وكانت في السابق مسؤولة إلى حد كبير عن السياسة الخارجية لها. أصدرت حكومة آيسلندا احتجاجًا على ما وصفته بالـ «الانتهاك الصارخ» لحياديتها، و «انتهاكًا لاستقلالها».
في بداية المعركة، فرضت المملكة المتحدة رقابةَ صارمة على صادرات السلع الآيسلندية، ومنعت تصدير الشحنات المُربحة إلى ألمانيا، كجزء من حصارها البحري. عرضت المملكة المتحدة مساعدتها على آيسلندا، سعيًا للتعاون «كمحارب وحليف»، إلا أن ريكيافيك رفضت العرض وأكدت حياديتها. أثار الوجود الدبلوماسي الألماني في آيسلندا، إلى جانب الأهمية الاستراتيجية للجزيرة، قلق حكومة المملكة المتحدة.
غزت المملكة المتحدة آيسلندا صباح العاشر من شهر مايو عام 1940، بعد الفشل في إقناع حكومة آيسلندا في الانضمام إلى قوات الحلفاء. نزلت القوة الأولية المكونة من 746 جنديًا من مشاة البحرية الملكية بقيادة العقيد روبرت ستورجيس في العاصمة الآيسلندية ريكيافيك. تحركت القوات بسرعة لتعطيل شبكات الاتصالات في المدينة وتأمين المواقع الاستراتيجية واعتقال المواطنين الألمان، دون مجابهتها لأي مقاومة تذكر. انتقلت القوات، بعد مصادرتها لوسائل نقل آيسلندية محلية، إلى مدن هفالفيوردور وكالداغارنيس، وساندسكيف، وأكرانيس بهدف تأمين مناطق الإنزال استعدادًا لمقاومة أي هجومٍ ألماني مضادٍ محتمل.

## الغزو

### خلفية
خلال عام 1918، وبعد فترة طويلة من وقوعها تحت الحكم الدنماركي، أصبحت آيسلندا دولة مستقلة في اتحاد شخصي مع الملك الدنماركي ومع اتحاد وزارات الخارجية. أعلنت مملكة آيسلندا الحديثة نفسها دولة حيادية بدون قوات دفاع. سمحت معاهدة الاتحاد ببدء إجراءات التغيير عام 1941، وبالإنهاء من جانب واحد بعد ذلك بثلاث سنوات، في حال لم يتم التوصل إلى اتفاق. بحلول عام 1928، اتفقت جميع الأحزاب السياسية الآيسلندية على إنهاء معاهدة الاتحاد في أقرب وقت ممكن. في التاسع من أبريل عام 1940، بدأت القوات الألمانية عملية فيزروبونغ التي غزت فيها كلًا من النرويج والدنمارك. تمكنت القوات الألمانية من السيطرة على الدنمارك واحتلالها في غضون يوم واحد فقط. في نفس اليوم، أرسلت الحكومة البريطانية برسالة إلى الحكومة الآيسلندية، تفيد بأن المملكة المتحدة كانت على استعداد لمساعدة آيسلندا في الحفاظ على استقلالها لكنها كانت بحاجة إلى الحصول على تسهيلات من الجانب الآيسلندي. تلقت آيسلندا دعوة للانضمام إلى المملكة المتحدة في الحرب «كمحارب وحليف»، لكن الحكومة الآيسلندية رفضت العرض. أعلن البرلمان الوطني في آيسلندا (ألثينغي) في اليوم التالي، العاشر من شهر أبريل، أن الملك الدنماركي كريستيان العاشر غير قادر على أداء واجباته الدستورية، ونقلها إلى الحكومة الآيسلندية، مع جميع المسؤوليات الأخرى التي كانت تؤديها سابقًا الدنمارك نيابة عن آيسلندا.
بعد عملية فالنتين في 12 أبريل عام 1940، احتل البريطانيون فارو. أصبحت الحكومة البريطانية، بعد الغزو الألماني للدنمارك والنرويج، قلقة بشكل متزايد من إمكانية محاولة ألمانيا إقامةَ وجود عسكري في آيسلندا في المستقبل القريب، وشعرت بأن ذلك سيشكل تهديدًا مفرطًا لمناطق السيطرة البريطانية في شمال المحيط الأطلسي. وعلى نفس القدر من الأهمية، أراد البريطانيون كسب قواعد في آيسلندا بهدف تعزيز دورياتهم الشمالية.

### التخطيط
مع تدهور الوضع العسكري في النرويج، توصلت الأميرالية البريطانية إلى استنتاج مفاده بأن المملكة المتحدة لم تعد قادرة على الاستغناء عن قواعدها في آيسلندا. في 6 مايو، عرض ونستون تشرشل القضية على حكومة الحرب. أكد تشرشل بأنه، وفي حال قيام بريطانيا بمحاولات لإجراء المزيد من المفاوضات مع الحكومة الآيسلندية، من الممكن للألمان أن يكتشفوا الرغبة البريطانية في إجراء هذه المفاوضات، وأن يسبقوا البريطانيين إليها. كان الحل الأفضل والأكثر فاعلية هو إرسال القوات غير المعلن عنها ووضع الحكومة الآيسلندية أمام الأمر الواقع. وافقت حكومة الحرب على هذه الخطة. 
نُظمت الحملة على عجل وبصورة عشوائية. وأجريت العديد من عمليات التخطيط على الطريق. زُودت الفرقة بعدد قليل من الخرائظ معظمها ذات جودة سيئة، حتى أن إحداها رُسمت اعتمادًا على الذاكرة فقط. لم يتقن أيّ من أفراد الفرقة اللغة الآيسلندية بشكل كامل. 
خطط البريطانيون لإنزال جميع قواتهم في ريكيافيك حيث سيتمكنون من التغلب على أي حركة مقاومة من الممكن لسكان آيسلندا المحليين أن يقوموا بها. عمل البريطانيون على تأمين الميناء وإرسال القوات برًا إلى مدينة هفالفيوردور بهدف اتقاء أي هجوم ألماني مضاد عن طريق البحر. كان البريطانيون قلقين من احتمال نقل القوات الألمانية جوًا، كما فعلوا في حملتهم العسكرية على النرويج والتي توجت بنجاح منقطع النظير. قامت القوات، بهدف الحيلولة دون وقوع ذلك، بالقيادة شرقًا باتجاه مناطق الإنزال في سانسكيف وكالدافارنيس. أخيرًا أُرسلت القوات عن طريق البر إلى ميناء أكوريري وإلى مهبط ميليغيرفي الواقع شمالي البلاد.
توقعت شعبة الاستخبارات البحرية في المملكة المتحدة مواجهة مقاومة ثلاثية. إذ من الممكن أن مجابهة مقاومة من قبل الألمان المحليين، الذين يُعتقد بأنهم كانوا يمتلكون بعض الأسلحة، ويُعتقد بأنهم كانوا يخططون لمحاولة انقلاب من نوع ما، إضافة إلى ذلك، من الممكن أن تكون قوة الغزو الألمانية قد استعدت بالفعل أو حتى بدأت عملها مباشرة بعد عمليات الإنزال البريطانية. توقعت شعبة الاستخبارات المركزية في المملكة المتحدة أيضًا مواجهة مقاومة من شرطة مدينة ريكيافيك المكونة من قرابة 60 رجل مسلح. إن حدث وتواجدت سفينة دورية دنماركية في ريكيافيك بالصدفة، فقد يُساعد ذلك البحارة الدنماركيين المدافعين. كان هذا القلق غير ضروري، لأن السفن التابعة للبحرية الدنماركية كانت في جرينلاند.

### عملية الشوكة

#### قوة ستورجيس
في 3 مايو من عام 1940، تلقت الكتيبة الثانية في البحرية الملكية في قرية بيسلي الواقعة ضمن مقاطعة سري أوامرَ من لندن للاستعداد للتحرك في غضون ساعتين اثنتين من لحظة تلقي الإشعار للانطلاق لوجهة غير معروفة، مع أن الكتيبة كانت قد بدأت بالعمل قبل شهر فقط من تلقي هذه الأوامر. كانت الكتيبة مكونة من مجندين جدد لم يتلقوا التدريب الكامل بعد، مع وجود بعض الضباط بالخدمة الفعلية. عانت هذه القوات من نقص في الأسلحة التي اقتصرت على البنادق والمسدسات والحربات، في حين لم يمتلك 50 جندي من المارينز سوى بنادقهم الخاصة، ولم تتسنّ لهم الفرصة لاستخدامها. في 4 مايو، تلقت الكتيبة بعض المعدات الإضافية المتواضعة كرشاش برن، ومدافع مضادة للدبابات، ومدافع هاون. اضطرت الكتيبة، بسبب ضيق الوقت، إلى إجراء عمليات معايرة الأسلحة وعمليات الإطلاق الأولية التعريفية في البحر.
اشتملت الأسلحة المساعِدة المقدمة للكتيبة على مدفعي هاوترز جبليين من عيار 3.7 إنش، وأربعة مدافع بحرية من طراز QF2، ومدفعين اثنين للدفاع الساحلي من عيار 4 إنش. استلمت قوات من فرقة المدفعية التابعة للبحرية والمارينز الأسلحةَ، دون أن تستخدمها، إذ كانت تفتقر إلى الكشافات، ولمعدات الاتصال والموجّهات.
عُين العقيد روبرت ستورجيس لقيادة الكتيبة. كان ستورجيس حينها في التاسعة والأربعين من عمره، وكان من المحاربين القدامى المخضرمين الذي شاركوا في الحرب العالمية الأولى، إذ قاتل في حملة جاليبولي وفي معركة يوتلاند. رافقت العقيد ستورجيس سرية استخبارات صغيرة بقيادة الرائد هيمفري كويل، إضافة إلى بعثة دبلوماسية بقيادة تشارلز هوارد سميث. انطوت الكتيبة، باستثناء هؤلاء، على 746 جنديًا.